# Зігфрід Кіц
Зігфрід Кіц (нім. Siegfried Kietz; 14 січня 1917, Кассель — 3 липня 1943, Атлантичний океан)— німецький офіцер-підводник, оберлейтенант-цур-зее крігсмаріне.

## Біографія
3 квітня 1937 року вступив на флот. З квітня 1939 року — вахтовий офіцер в 2-й, з грудня 1940 року — в 5-й флотилії мінних тральщиків. З вересня 1941 по березень 1942 року пройшов курс підводника. З березня 1942 року — додатковий вахтовий офіцер в 26-й флотилії. З червня 1943 року — 2-й вахтовий офіцер на підводному човні U-130. В січні-лютому 1943 року пройшов курс командира човна. З 1 березня 1943 року — командир U-126. 20 березня вийшов у свій перший і останній похід, під час якого потопив 1 і пошкодив ще 1 корабель.
| Дата           | Назва корабля                            | Тип               | Тоннаж | Вантаж                                      | Екіпаж | Загинули | Країна             | Конвой |
| -------------- | ---------------------------------------- | ----------------- | ------ | ------------------------------------------- | ------ | -------- | ------------------ | ------ |
| 30 травня 1943 | Flora MacDonald (невиправно пошкоджений) | Торговий пароплав | 7,177  | 6270 тонн какао, червоного дерева і каучуку | 70     | 7        | США                | TS-41  |
| 2 червня 1943  | Standella (пошкоджений)                  | Тепловий танкер   | 6,197  | Баласт                                      | 72     | 0        | Британська імперія | TS-42  |

3 липня U-126 був потоплений північно-західніше мису Ортегаль глибинними бомбами британського бомбардувальника «Веллінгтон» 172-ї ескадрильї Королівських ВПС. Всі 55 членів екіпажу загинули.

## Звання
- Кандидат в офіцери (3 квітня 1937)
- Морський кадет (21 вересня 1937)
- Фенріх-цур-зее (1 травня 1938)
- Оберфенріх-цур-зее (1 липня 1939)
- Лейтенант-цур-зее (1 серпня 1939)
- Оберлейтенант-цур-зее (1 вересня 1941)